# Barnidipine
Barnidipine of Cyress® is een calciumblokker en wordt gebruikt als antihypertensivum, bloeddrukverlagende medicatie. Het is een eerstekeusmiddel volgens de NHG richtlijn.